# Baciamibartali and Winter Light
Baciamibartali and Winter Light è il primo split album dei Baciamibartali, condiviso con il side project di Robert Clark e Tarcisio Lancioni Winter Light pubblicato dalla Sequence Records nel 1981. L'album fu poi ristampato dalla Spittle Records nel 2016.

## Tracce
Lato A - Baciamibartali
1. New Choice
2. Will The Ocean Wait?
3. Another Step
4. Kill Myself 1
5. Coming Again

Lato B - Winter Light
1. Crash Comma (Dub)
2. Isao
3. Kill Myself 2
4. Always Unique